# Affection (album de Kumi Kōda)
Pour les articles homonymes, voir Affection (homonymie).
Albums de Kumi Kōda
Grow into One
(2003)
Singles
Affection (officiellement écrit affection) est le 1er album studio de la chanteuse pop japonaise Kumi Kōda, sorti sous le label Rhythm Zone le 27 mars 2002 au Japon. Il atteint la 12e place du classement de l'Oricon, il reste classé pendant 6 semaines, pour un total de 105 360 exemplaires vendus.

## Liste des titres
| 1.  | Atomic Energy                     | Ken Harada        | Ken Harada       | Ken Harada        | 1:33 |
| 2.  | Trust Your Love                   | Kumi Kōda         | Kazuhito Kikuchi | h-wonder          | 4:27 |
| 3.  | Go Together                       | Kumi Kōda         | Kazuhiro Hara    | Kazuhiro Hara     | 4:40 |
| 4.  | Your Song (Original Mix)          | Kumi Kōda         | Kaido            | h-wonder          | 5:18 |
| 5.  | Feel Me                           | Kumi Kōda         | Miki Watanabe    | h-wonder          | 4:20 |
| 6.  | Color of Soul                     | Natsumi Watanabe  | Miki Watanabe    | h-wonder          | 4:28 |
| 7.  | Best Friend of Mine               | Kumi Kōda         | Miki Watanabe    | Tetsuya Takahashi | 1:52 |
| 8.  | My Dream                          | Kumi Kōda         | Motsu            | h-wonder          | 4:35 |
| 9.  | So Into You                       | Kumi Kōda         | Yasuhiro Abe     | h-wonder          | 4:31 |
| 10. | Till Morning Comes (feat. Verbal) | Kumi Kōda, Verbal | Kaoru Okubo      | h-wonder          | 3:47 |
| 11. | Come Back                         | Kumi Kōda         | Miki Watanabe    | h-wonder          | 5:36 |
| 12. | TAKE BACK                         | Kumi Kōda         | Kazuhito Kikuchi | h-wonder          | 4:56 |
| 13. | Can't Lose                        | Kumi Kōda         | Ken Harada       | h-wonder          | 3:51 |
| 14. | Walk                              | Kumi Kōda         | Kazuhito Kikuchi | Masaya Suzuki     | 5:06 |

| 15. | TAKE BACK (Jonathan Peters' Radio Mix)      | Kumi Kōda | Kazuhito Kikuchi | Jonathan Peters | 3:33 |
| 16. | Trust Your Love (Hex Hector Main Radio Mix) | Kumi Kōda | Kazuhito Kikuchi | Hex Hector      | 3:09 |